# Amiens
Amiens (en francès, Amiens; en català a vegades citat com a Amens) és una ciutat i un municipi de França, capital del departament del Somme, a la regió dels Alts de França. És l'antiga capital de la regió de la Picardia.

## Història
La cultura paleolítica acheuliana rep el seu nom del primer lloc on se'n trobaren restes, un suburbi d'Amiens anomenat Saint-Acheul. Amiens, anomenada Samarobriva a l'època romana, era el poblat principal dels ambians, una de les grans tribus de la Gàl·lia.
La llegenda diu que va ser a les portes d'Amiens que Sant Martí de Tours, quan encara era un soldat romà, va dividir la seva capa amb un pidolaire despullat. Sant Honorat va ser el setè abat de la ciutat.
Durant l'edat mitjana va constituir un comtat (vegeu Comtat d'Amiens) que va passar a la corona francesa el 1214.
Amiens va esdevenir més tard la capital de la Picardia.
El juliol de 2019 es va descobrir a Renancourt, una zona d'Amiens, una venus de més de 23.000 anys d'antiguitat, pertanyent al Paleolític superior, i que se sumava a 14 figuretes més trobades en un jaciment arqueològic al nord de França. Segons va informar el 4 de desembre l'Institut Nacional de Recerca Arqueològica Preventiva (INRAP) en comunicat, aquesta Venus, de 4 centímetres d'altura i tallada en guix, estava en un excepcional estat de conservació. L'estatueta representa una dona amb natges, cuixes i pits hipertrofiats, trets destacats en algunes de les venus del Paleolític, i que s'ha interpretat com un culte a la fertilitat; els braços són destacats amb línies, i el rostre quasi no està marcat, tot i que té un pentinat fet amb incisions de quadrícula fina, tal com va indicar l'equip de l'INRAP que hi treballava. Es tracta d'un exemple poc freqüent de l'art típic del període gravetià.

## Llocs d'interès

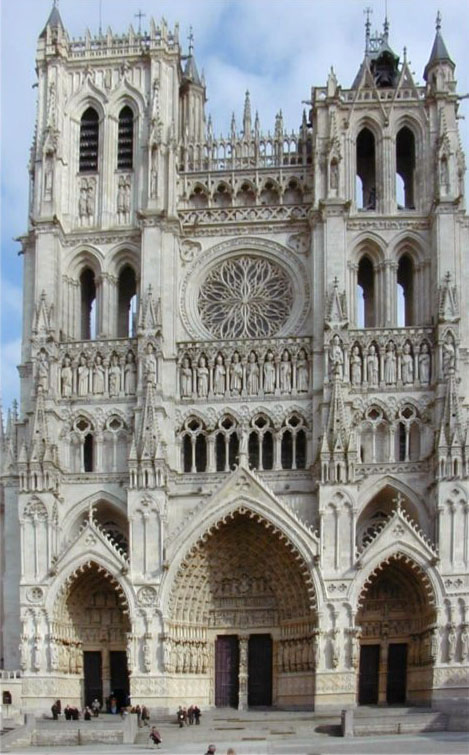
La catedral d'Amiens

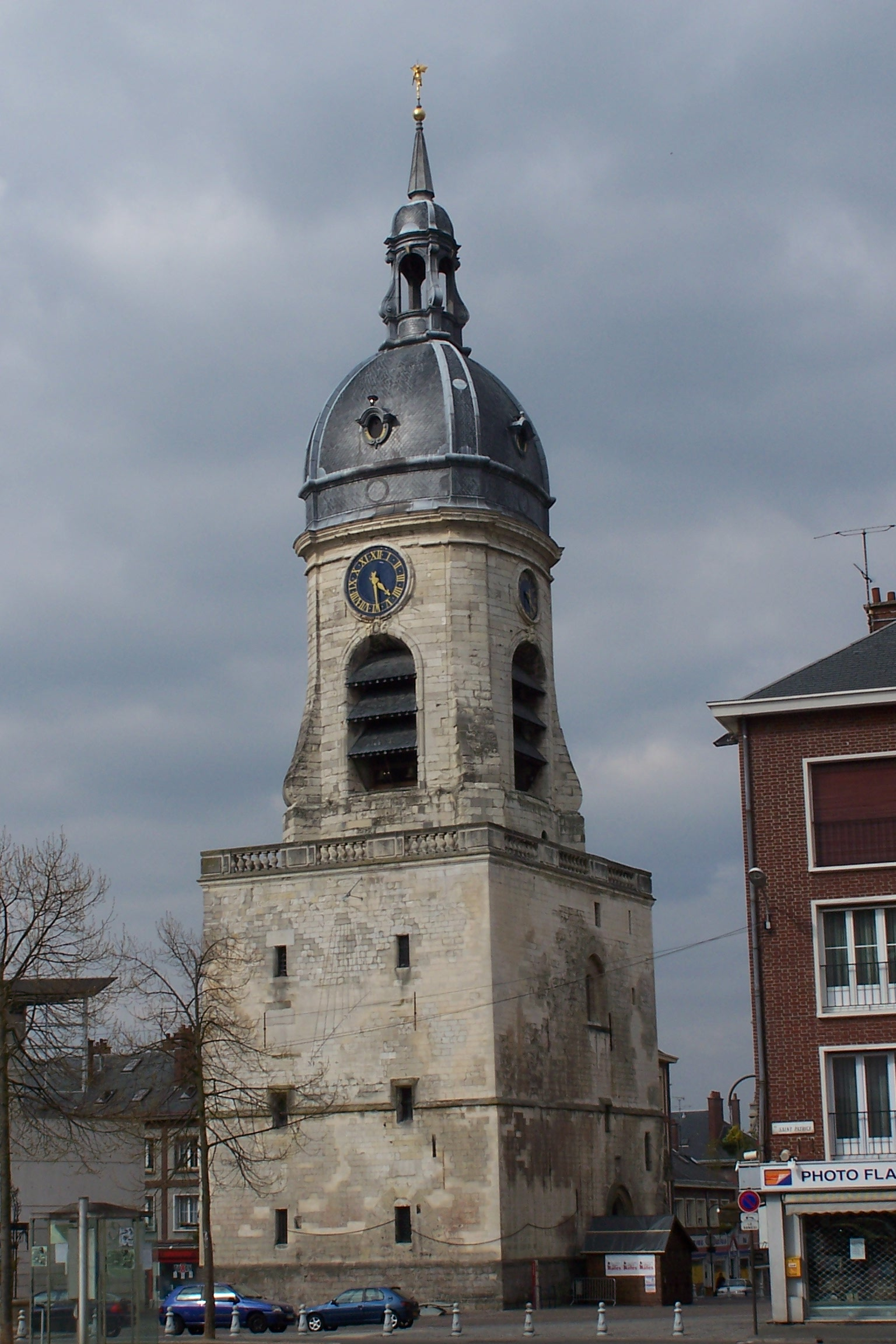
El belfort d'Amiens

La catedral d'Amiens (que és Patrimoni de la Humanitat) és l'església gòtica més alta de França. Després que un incendi destruís la catedral antiga, la nova nau va ser començada el 1220 i acabada el 1247. La catedral d'Amiens és notable per la coherència de la seva planta, la bellesa de la seva elevació interior, el bell conjunt d'escultures que hi ha a la façana i el transsepte meridional, i el mosaic laberíntic del terra. Se l'ha descrita com el «Partenó de l'arquitectura gòtica» o com una catedral «gòtica, lliure de tradició romana i d'influència aràbica, un gòtic pur, autoritari, insuperable i inacusable».
Amiens també és coneguda pels seus hortillonnages, uns jardins situats sobre petites illes a la zona pantanosa que envolta el Somme, envoltats per una xarxa de canals.

## Curiositats
- La batalla d'Amiens va ser la fase inicial de l'Ofensiva dels Cent Dies a la Primera Guerra Mundial.
- Jules Verne va ser regidor d'Amiens des del 1888 fins a la seva mort el 1905. Està enterrat al cementiri de la Madeleine.
- Clovis Trouille va néixer a Amiens i va estudiar a l'École des Beaux-Arts del 1905 al 1910.
- Amiens és el lloc on nasqueren Pere l'Ermità i Odette Sansom.
- Édouard Lucas, matemàtic francès inventor del joc de la Torre de Hanoi, nasqué a Amiens.
- El 1802 s'hi firmà una pau entre França i Anglaterra.
- La ciutat té un equip a la Ligue 1, l'Amiens SC.
- El compositor Louis Auguste Wailly va néixer en aquesta vila el 1854.

## Transports
- Línia Amiens-Compiègne-Amiens del TER
- Línia Amiens-París-Amiens del TER
- Línia Amiens-Reims-Amiens del TER
- Línia Amiens-Saint-Quentin-Amiens del TER
- Línia Calais-Amiens-Calais del TER

## Persones il·lustres
- Olivier Aubert (1763-1830), violoncel·lista i compositor musical
- Emmanuel Macron, polític, president de la República francesa